# رومان غونزاليس
رومان غونزاليس مواليد 28 يناير 1978 في لانوس، بوينس آيرس، الأرجنتين، هو لاعب كرة سلة أرجنتيني بدأ مسيرته الاحترافية في سنة 1996 يلعب في دوري كرة السلة الوطني الأرجنتيني. يبلغ طوله 6 قدم 11 بوصة (2.1 م). مثّل منتخب بلاده. شارك في مسابقة كرة السلة في الألعاب الأولمبية الصيفية.

## فرق لعب لها
- جيمناسيا إيسغريما دي كومودورو ريفادافيا
- جيمناسيا لابلاتا
- ليبرتاد دي سونتشاليس
- الاتحاد

## الميداليات
| الميدالية | المسابقة                             |
| --------- | ------------------------------------ |
| فضية      | بطولة أمم الأمريكتين لكرة السلة 2005 |
| فضية      | بطولة أمم الأمريكتين لكرة السلة 2007 |
| برونزية   | بطولة أمم الأمريكتين لكرة السلة 2009 |

## روابط خارجية
- رومان غونزاليس على موقع الاتحاد الدولي لكرة السلة (الإنجليزية)
- رومان غونزاليس على موقع كرة السلة الأوروبية.كوم (الإنجليزية)
- رومان غونزاليس على موقع ريلجم (الإنجليزية)
- رومان غونزاليس على موقع بروبوليرز (الإنجليزية)
- رومان غونزاليس على موقع سبورتس رفرنس (الإنجليزية)
- رومان غونزاليس على موقع أوليمبيديا (الإنجليزية)